# Kabupaten Dogiyai
Kabupaten Dogiyai (engelska: Dogiyai Regency) är ett kabupaten i Indonesien.   Det ligger i provinsen Papua, i den östra delen av landet, 3 200 km öster om huvudstaden Jakarta. Antalet invånare är 84 230.